# Руды и металлы
«Ру́ды и мета́ллы» — международный научно-технический рецензируемый журнал по наукам о Земле — геологические науки, горное дело и металлургия. Издаётся в России с 1992 года, электронная версия выходит с 2019 года.
Публикации по вопросам минерально-сырьевой базы твёрдых полезных ископаемых, экономике минерального сырья, металлогенией, методам прогноза, поисков и оценки месторождений алмазов, благородных и цветных металлов, технологиями геологоразведочных работ и истории геологии и горного дела.

## Описание
В журнале представлены статьи и обзоры по поискам, оценке и разведке месторождений твёрдых полезных ископаемых, современным технологиям геологоразведочных работ, переработке и анализу руд и металлов (золото, серебро, платиноиды, медь, свинец, цинк, никель, кобальт), алмазов и других полезных ископаемых, мониторингу минерально-сырьевых ресурсов, геолого-экономической оценке месторождений, минеральному сырью, геологическим объектам, юридическим, экологическим и другим вопросам недропользования и его истории.
Журнал выходит ежеквартально (1 раз в 3 месяца) в бумажном и электронном (формат PDF) виде. Печатная и электронные версии журнала совпадает.
- Учредитель и издатель журнала — Российское федеральное государственное бюджетное учреждение «Центральный научно-исследовательский институт цветных и благородных металлов» (ЦНИГРИ).
- Журнал издается при поддержке Международной ассоциации по генезису рудных месторождений (International Association on the Genesis of Ore Deposits (IAGOD), при Международном союзе геологических наук (IUGS).

Журнал печатает статьи по основным темам:
ГРНТИ:
- 384900 — Геология рудных полезных ископаемых
- 383300 — Геохимия
- 383500 — Минералогия
- 385900 — Техника и технология геологоразведочных работ.

OECD:
- 105 — Earth and related environmental sciences
- 207 — Environmental engineering.

ВАК:
- 250011 — Геология, поиски и разведка твердых полезных ископаемых, минерагения
- 250005 — Минералогия, кристаллография
- 250009 — Геохимия, геохимические методы поисков полезных ископаемых
- 250010 — Геофизика, геофизические методы поисков полезных ископаемых
- 250013 — Обогащение полезных ископаемых
- 250035 — Геоинформатика
- 250014 — Технология и техника геологоразведочных работ.

### Редколлегия
Главный редактор — Черных, Александр Иванович, ЦНИГРИ
Заместители главного редактора:
- Иванов, Анатолий Иннокентьевич, ЦНИГРИ
- Пирайно, Франко, Университет Западной Австралии
- Наумов, Евгений Анатольевич, ЦНИГРИ
- Жаркова, Вера Сергеевна, ЦНИГРИ

## История
Журнал основан 21 декабря 1992 года в Москве, в Центральном научно-исследовательском институте цветных и благородных металлов (ЦНИГРИ).
Публиковались сводки о Всероссийских съездах геологов.
Отдельный номер был целиком посвящен 75-летию ЦНИГРИ.
- В конце 2012 года отмечалось — 20-летие журнала.
- В 2022 году, к 30-летию журнала «Руды и металлы» запланированы тематические номера и раздел по истории геологии[8].